# محمد حاكم
محمد حاكم (1934 - 2 يوليو 2024) رسام كاريكاتير مصري من أصل سوداني.
ولد محمد حاكم لوالدين هاجرا من قرية شبا في منطقة البركل في شمال السودان إلى مصر. ونشأ بين قرية أنشاص الرمل والقاهرة. وهو الأخ الأصغر للفنان حسن حاكم.
درس محمد حاكم الفنون الجميلة وحصل على درجة البكالوريوس عام 1958. عمل إثرها في صحف ومجلات عدة. توفي في 2 يوليو 2024 في القاهرة.